# Georges Bresson
Pour les articles homonymes, voir Bresson.
Cet article possède un paronyme, voir Georges Brisson.
Georges Bresson, né le 7 février 1910 à Dori (Haut-Sénégal et Niger) et mort le 15 décembre 2000, est un homme politique français.

## Biographie
On sait assez peu de choses sur Georges Bresson, si ce n'est son état civil.
Il est désigné pour siéger au Sénat de la Communauté.